# أسد الله خان

## نسبه
أسد الله خان بن إسماعيل خان بن علي شاه ويردي خان الثاني بن الحسين خان الثاني بن احمد منوجهر خان بن الحسين خان الأول الأكبر العلوي.

## حياته
كان الأمير أسد خان أحد أبناء الخان الثامن لبلاد اللور من عائلة ولاة لرستان (إسماعيل خان)، عاصر الأمير أسد شاهات العائلة الزندية ثم القاجارية بعدهم.
قام بالعديد من الأعمال في عهد والده الخان إسماعيل، خصوصاً أواخر أيام حكمه؛ حيث إنه بعد حكم دام ما يقارب أكثر من 50 سنة، بدأ إسماعيل خان يدخل مرحلة الشيخوخة لدرجة أنه فقد بصره أواخر أيام حكمه، لذلك أصبح إسماعيل خان يستعين بأبنه الأمير أسد الله خان في ممارسة الحكم إلى جانب مساعدة من قبل أشقاء الأمير أسد الله الآخرين (الأمير كلبعلي خان والأمير محمد خان).
يعتبر الأمير أسد الله خان الأمير الوحيد من عائلة ولاة لرستان الذي تولى والده الحُكم ثم تولاه أبنه ولم يتولاه هو، المصادر التاريخية لا تذكر سبب ذلك، إلا أنه كما يبدو فقد توفي أسد خان قبيل وفاة إسماعيل خان بسبب المرض أو شيء من هذا القبيل، مما أدى إلى تنصيب أبنه الكبير وحفيد إسماعيل خان (محمد حسن خان) أواخر القرن الثامن عشر.